# Helena Zeťová
Helena Zeťová (7. listopadu 1980 Valašské Meziříčí – 20. prosince 2024 Prostřední Bečva) byla česká zpěvačka.

## Život
Pěveckou kariéru odstartovala již v patnácti letech – do roku 1998 koncertovala s rockovou kapelou. Poté na španělském Lanzarote vystupovala s americkou skupinou. V říjnu 2000 se při natáčení pro TV Nova poprvé potkala s Terezou Černochovou a Terezou Kerndlovou, od dubna 2001 vytvořily dívčí skupinu Black Milk, jejíž první album Modrej dým vyšlo v červnu 2002. V témže roce získaly Českého slavíka v kategorii Objev roku. V roce 2003 vydala kapela album Sedmkrát. V roce 2004 začaly v kapele rozpory a na jaře roku 2005 se zpěvačky rozhodly spolupráci ukončit. V říjnu 2005 vydala Zeťová svou první sólovou desku Ready To Roll a v témže roce obdržela titul Skokan roku v Českém slavíku. V březnu 2008 vydala druhou desku Crossing Bridges. Téhož roku Zeťová plánovala vydat album i v Řecku pro řecké posluchače – k jeho vydání však nedošlo. V roce 2011 nazpívala postavu „Dívka sen“ v prvním českém 3D filmu V peřině, kterou hrála Nikol Moravcová. V roce 2020 vydala desku Consequences, na které se hudebně podílel Ondřej Brzobohatý a na níž nazpívala duet s americkým hudebníkem Frankem McCombem. Bylo to poprvé, co se Zeťová zapojila i jako skladatelka.
Po dobu tří let žila s českým ledním hokejistou Jaroslavem Bednářem.
Dne 20. prosince 2024 zemřela po pádu z okna v prvním patře domu v Prostřední Bečvě.

## Alba

### Black milk
- Modrej dým (2002)
- Sedmkrát (2003)
- Nechci Tě trápit (2007, kompilace)

### Sólová tvorba
- Ready To Roll (2005)
- Crossing Bridges (2008)
- Consequences (2019)